# سردار محمد إبراهيم خان
سردار محمد إبراهيم خان (10 أبريل 1915 - 31 يوليو 2003) كان مؤسس وأول رئيس لآزاد كشمير.

## النشأة والتعليم
ولد سردار محمد إبراهيم خان في 10 أبريل 1915 في قبيلة سدھن باختون في منطقة بونش في كشمير. تلقى سردار محمد إبراهيم خان تعليمه المبكر في بونش وبعد تخرجه من الكلية الإسلامية في لاهور، ذهب إلى إنجلترا للتعليم العالي.
تم تعيين سردار محمد إبراهيم خان محاميًا للدولة في ميربور.
تابع سردار محمد إبراهيم خان أيضًا الازدواج الضريبي المفروض على بونش في محكمة بونش مما أدى إلى تمرد ما بعد بونش عام 1947ء.

## دوره في حرب الاستقلال 1947
لعب إبراهيم خان دورًا محوريًا في مبادرة تمرد بونش عام 1947 وحرب كشمير الأولى. في الهند البريطانية عام 1946، فاز في انتخابات مجلس ولاية جامو وكشمير كعضو في حزب المؤتمر الإسلامي وأصبح عضوًا في براجا سابها تحت حكم المهراجا هاري سينغ، حاكم جامو وكشمير. وقع هذا الحاكم "اتفاقية تجميد" مع دولة باكستان المنشأة حديثًا نتيجة لقانون استقلال الهند لعام 1947 والذي أدى إلى تقسيم الهند إلى الهند وباكستان بعد نهاية الحكم البريطاني في شبه القارة الهندية. في عام 1947، حرض إبراهيم خان ونظم تمرد بونش، وبدعم من الرابطة الإسلامية، خطط وساعد في غزو جامو وكشمير وتحريرها. قام بتنظيم التمرد من خلال الاستعانة بجنود سابقين في الجيش الهندي البريطاني من السكان المسلمين الذين احتفظوا بأسلحتهم بعد الحرب وكانوا مدججين بالسلاح. ورأى الزعماء الكشميريون المسلمون في ذلك بمثابة تحرير لكشمير ذات الأغلبية المسلمة من الحاكم الهندوسي.
في 19 يوليو 1947، عقد خان اجتماعًا للجمعية العامة في مقر إقامته حيث تم تمرير قرار بالإجماع بانضمام ولاية كشمير إلى باكستان. لم يوافق المهراجا هاري سينغ على تصرفاته، وغادر خان الولاية وذهب إلى موري في باكستان. وفي موري، قام بجمع الذخيرة من الأفراد والمنظمات. أطلق مع العديد من زملائه الكشميريين "الجهاد" ضد المهراجا. في 24 أكتوبر 1947، هزم قوات المهراجا في تمرد بونش وأسس ولاية آزاد كشمير، التي أصبحت قسمًا يتمتع بالحكم الذاتي في باكستان.
وبعد قتال الجيش الهندي لمدة 15 شهراً، قبلت ميليشيا آزاد كشمير وقف إطلاق النار بوساطة الأمم المتحدة. تمكن خان وجيشه من الاستيلاء على أجزاء كبيرة من المناطق الغربية الثلاث في كشمير، والتي أعيدت تسميتها آزاد كشمير (كشمير الحرة).
تم تعيين خان كأول رئيس لآزاد كشمير في عام 1948 من قبل باكستان. مثل كشمير بصفات مختلفة في الأمم المتحدة من عام 1948 إلى عام 1971.[6]
كما كتب سردار محمد إبراهيم خان كتابًا بعنوان ملحمة كشمير عن الحكومة والسياسة في آزاد كشمير وأدرج تاريخ وفلسفة النضال من أجل الحرية في الكتاب.  